# Сімпсони у Плюсосвіті
«Сімпсони у Плюсосвіті» (англ. The Simpsons in Plusaversary) або просто «Плюсосвіт» (англ. Plusaversary) — короткометражний анімаційний фільм на основі мультсеріалу «Сімпсони». Виробництво «Gracie Films» і «20th Television Animation» для стримінґової платформи «Disney+». Це п'ята короткометражка «Сімпсонів» і третій рекламний фільм, пов'язаний з «Disney+».
Короткометражка має відношення до всесвіту «Disney». Прем'єра короткометражки відбулася 12 листопада 2021 року на «Disney+», у «День Disney+», другу річницю мовлення стримінґу.

## Сюжет
Персонажі «Disney» стоять у черзі до таверни Мо. На вході Малефісента перевіряє список запрошених гостей, але Гомер Сімпсон скаржиться, що його немає у списку. Коли з'являється Гуфі, він змушує його взяти себе до пари.
У таверні Дарт Вейдер п'є пиво, Доктор Стрендж грає в більярд, Ельза створює лід у відрі, а Базз Лайтер і Мандалорець проводять змагання з армреслінгу. Мо думає, що манера говорити Дональд Дак — це задишка, тому Барні намагається зробити з ним маневр Геймліха. За столом Гомер і Гуфі ведуть розмову.
Веселун і Буркотун скаржаться, яка відстійна вечірка. Їх перериває Ліса Сімпсон, яка приходить до таверни, щоб забрати Гомера. Дівчинка хоче підбадьорити всіх «класичною діснеївською піснею» про «Disney+» (хоча це не розвееселяє присутніх).
Після пісні до таверни приходить «бос» гостей — Мікі Мауса (Барт Сімпсон), який каже всім повернутися до роботи. Він відтягує Гуфі, а Барні, водночас, тягне за собою Гомера. по різні шляхи.

## Виробництво
Виконавчий продюсер Ел Джін заявив, що «Disney» заборонив зображувати «щоб хтось, хто є прикладом для наслідування для маленьких дітей, як Белль, пив», «з чим він повністю згоден». Водночас: «У випадку з Гуфі, персонаж був зображений дорослим чоловіком, щоб був дитиною в минулому, що дозволило йому насолоджуватися цим пивом „Кнур“ з Гомером».
Одна зі сценаристок, Лоні Стіл Состхенд, запропонувала, що Гомер повинен тусуватися з Гуфі.
Джін також додав:
|  | У них [«Disney»] начебто було правило, що ми не зображуємо Міккі Мауса. Ми вирішили, щоб Барт був Мікі, що, на нашу думку, дуже розважило. Ненсі [Картрайт] чудово сміється, як Міккі. І, оскільки це Барт, ми можемо зробити його справжнім дурнем. |

Згадуючи, як команда вибирала, хто з діснеївських персонажів з'явиться у короткометражці, а хто ні, Джін сказав, що сценаристи свідомо обрали «людей, які не були головними героями» (окрім діснеївських принцес).

## Культурні відсилання
- У короткометражці з'явилися такі персонажі «Disney»[4]:
  - Мікі Маус (Барт);
  - Діснеївські принцеси: Попелюшка, Білосніжка, Мулан і Ельза;
  - канделябр Ґастон;
  - Локі і Доктор Стрендж з кіновсесвіту Marvel
  - Фея Дінь-Дінь;
  - Джафар;
  - Дональд Дак;
  - краб Себастьян;
  - Дарт Вейдер тощо.

## Відгуки
Джон Шварц з сайту «Bubbleblabber» оцінив короткометражку на 5/10, сказавши: «У той час, як інші короткометражні фільми справді продемонстрували вплив сценаристів „Сімпсонів“ на персонажів „Disney“, цей здавався найбільш невдалим, оскільки, як ми знаємо, „Disney“ рідко коли розуміє комедію».
Водночас, Майк Селестіно з «Laughing Place» написав у своїй рецензії:
|  | Приємно бачити, що сили, які є у Мишачому домі, дозволяють їм виводити з себе таких знайомих персонажів. І як франшиза, «Сімпсони» стали чимось на кшталт внутрішнього придворного блазня для «The Walt Disney Company», спотворюючи погляд на такі цінні, як-от «Marvel» та «Зоряні війни». І як шанувальник улюбленої американської анімаційної сім'ї та команди, яка щотижня оживає їх на «Fox», я не хотів би по-іншому. |